# Versatile Test Reactor
The Versatile Test Reactor (VTR) — это проект, разрабатываемый в настоящее время Министерством энергетики США для создания испытательного реактора на быстрых нейтронах к 2026 году.

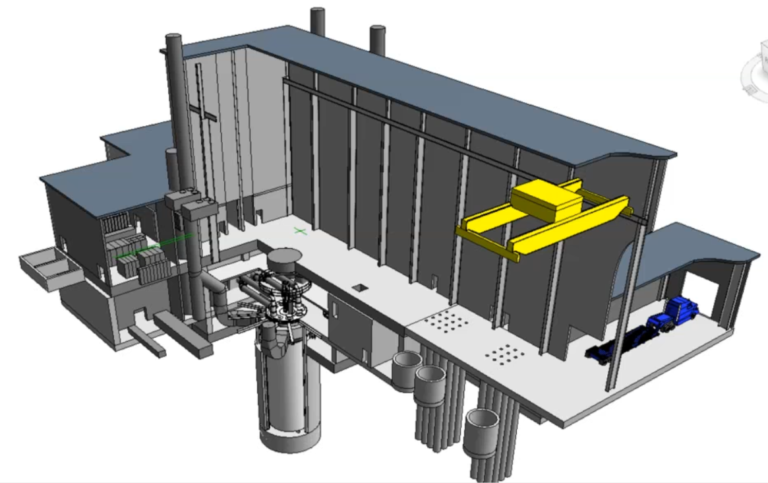
трёхмерная схема предполагаемой конструкии реактора

## История
После вывода из эксплуатации испытательной установки Fast Flux и экспериментального реактора-размножителя-II (EBR-II) в 1992 и 1994 годах, соответственно, в парке Соединенных Штатов не осталось реактора на быстрых нейтронах. Исследования на быстрых нейтронах ограничивались несколькими реакторами ограниченного доступа, расположенными в России, включая БОР-60. Для решения этой проблемы Закон об инновационных возможностях ядерной энергетики от 2017 года включал положение, предписывающее Министерству энергетики приступить к планированию разработки реактора на быстрых нейтронах. Конгресс включил в бюджет 35 миллионов долларов в 2018 году и 65 миллионов долларов в 2019 году для реализации этой задачи. В феврале 2019 года для VTR было подтверждено принципиальное решение о необходимости проекта, требующего инвестиций, что стало первым в серии утвержденных документов по этому проекту. В то время министр энергетики Рик Перри объявил о начале проекта универсального испытательного реактора . В ноябре 2019 года Battelle Energy Alliance, организация, управляющая Национальной лабораторией Айдахо, объявила о выражении заинтересованности (EOI) в поисках отраслевого партнера для проектирования и строительства VTR. В январе 2020 года было объявлено о сотрудничестве между GE Hitachi Nuclear Energy (GEH) и TerraPower при поддержке Energy Northwest.
Рассматриваемыми потенциальными строительными площадками VTR являются Национальная лаборатория Ок-Ридж и Национальная лаборатория Айдахо. Ожидается, что после завершения окончательного проекта решение о строительстве VTR будет принято в 2022 году.
.
Исполнительным директором проекта универсального испытательного реактора является доктор Кемаль Пасамехметоглу.

## Концептуальный проект
Четыре национальные лаборатории, Национальная лаборатория Айдахо, Аргоннская национальная лаборатория, Лос-Аламосская национальная лаборатория и Ок-Риджская национальная лаборатория, работали с университетами и коммерческими компаниями, чтобы разработать концептуальные проекты, проекты смет и графиков запуска проекта.
По всей видимости, конструкция VTR будет представлять собой реактор с натриевым охлаждением мощностью 300 мегаватт на основе реактора PRISM компании GE-Hitachi. Предлагаемое для первоначального запуска топливо будет состоять из сплава урана, плутония и циркония. Такое топливо из сплава было испытано ранее в реакторе EBR-II. Позже реакторное топливо может состоять из других смесей, урана и плутония различной степени обогащения, а также могло бы использовать другие легирующие металлы вместо циркония. На VTR не запланированы мощности по выработке электроэнергии.

## Запланированные возможности
В отчете Консультативного комитета по ядерной энергии (NEAC) Управления по ядерной энергии (NE) Министерства энергетики США «Оценка задач и требований к новому испытательному реактору США» рекомендуется удовлетворить потребность США в собственных испытательных мощностях для экспериментов с источниками быстрых нейтронов.
Задачи и необходимые возможности, предопределяющие эту  потребность, можно описать следующим образом:
- Среда интенсивного нейтронного облучения с прототипным спектром для определения стойкости к облучению и химической совместимости с другими материалами реактора, особенно с теплоносителем.
- Тестирование, которое обеспечивает фундаментальное понимание характеристик материалов, проверку моделей для более быстрой разработки в будущем и проверку характеристик материалов в инженерном масштабе в поддержку усилий по лицензированию.
- Универсальные возможности тестирования для различных вариантов технологий, а также устойчивых и адаптируемых сред тестирования.
- Сфокусированное облучение, долгосрочное или краткосрочное, с экспериментальными устройствами с большим количеством инструментов, а также возможность проводить измерения на месте и быстро извлекать образцы.
- Ускоренный темп восстановления и поддержания технологического лидерства США и обеспечения конкурентоспособности промышленных предприятий США на рынках передовых реакторов.

Эти запланированные возможности примерно аналогичны возможностям испытательного реактора на быстрых нейтронах с натриевым охлаждением мощностью 400 МВт, располагавшегося на полигоне Хэнфорд в штате Вашингтон, который был выведен из эксплуатации в 1992 году.

## Предполагаемое применение
Создание условий для испытаний на быстрых нейтронах необходимо для разработки следующего поколения ядерных технологий и конструкций реакторов, многие из которых основаны на быстрых нейтронах.
VTR будет использоваться для испытаний передового ядерного топлива, материалов, приборов и датчиков. Это также позволит Министерству энергетики модернизировать свою основную инфраструктуру исследований и разработок в области ядерной энергетики, а также проводить испытания передовых технологий и материалов, необходимых для возобновления полноценной работы атомной энергетики США.

## Критика
Эдвин Лайман, старший научный сотрудник и исполняющий обязанности директора Проекта ядерной безопасности некоммерческого Союза обеспокоенных ученых, поставил под сомнение необходимость реактора на быстрых нейтронах, заявив, что существующие объекты могут быть использованы для производства быстрых нейтронов.
Конструкция реактора-размножителя производит больше делящегося материала в виде плутония, что вызывает опасения по поводу распространения. «В этих реакторах нет ничего хорошего, — сказал он. «Я думаю, что любовь к плутонию в Министерстве [энергетики] иррациональна»
.